# Храпово
Храпово (пол. Chrapowo) — село в Польщі, у гміні Пелчиці Хощенського повіту Західнопоморського воєводства.
Населення — 322 особи (2011).
У 1975-1998 роках село належало до Гожовського воєводства.

## Демографія
Демографічна структура станом на 31 березня 2011 року:
|          | Загалом | Допрацездатний вік | Працездатний вік | Постпрацездатний вік |
| -------- | ------- | ------------------ | ---------------- | -------------------- |
| Чоловіки | 156     | 42                 | 100              | 14                   |
| Жінки    | 166     | 28                 | 101              | 37                   |
| Разом    | 322     | 70                 | 201              | 51                   |